# Liste des réserves de biosphère au Salvador
Cet article recense les réserves de biosphère au Salvador.

## Statistiques
En 2023, Salvador compte trois réserves de biosphère.

## Liste
| Réserve de biosphère      | Création | Superficie (km²) | Superficie (km²) | Superficie (km²) | Superficie (km²) | Notes                                                    | Illustration |
| Réserve de biosphère      | Création | Totale           | Centre           | Tampon           | Transition       | Notes                                                    | Illustration |
| ------------------------- | -------- | ---------------- | ---------------- | ---------------- | ---------------- | -------------------------------------------------------- | ------------ |
| Apaneca-Llamatepec        | 2007     | 591              |                  |                  |                  |                                                          |              |
| Trifinio-Fraternidad (es) | 2011     | 4 088            | 383              | 806              | 2 899            | Réserve transfrontière, avec le Guatemala et le Honduras |              |
| Xiriualtique-Jiquitizco   | 2007     | 1 016            |                  |                  |                  |                                                          |              |